# Christoph Thoellden
Christoph Thoellden, auch Thölde(n) o. ä. (* 1686; † 1752) war ein deutscher Verwaltungsjurist, Beamter und Rittergutsbesitzer.

## Leben
Er stammte aus der bürgerlichen Familie Thoellden und war der Vater von Justinian Thoellden, der 1771 in den Reichsadelsstand erhoben wurde, und von Christoph Wilhelm Thoellden. Er besaß u. a. das Rittergut Gangloffsömmern. Seine Ehefrau Johanna Maria Thoellden geb. Neustädt hatte mit seiner Zustimmung am 7. März 1750 in Tennstedt von den Brüdern Johann Christian Rockenthien und Friedrich Wilhelm Rockenthien deren geerbte Hälfte des Ritterguts Merxleben erworben.
Thoellden promovierte 1717 an der Universität Wittenberg zum Verwaltungsjuristen und trat in den Dienst der Wettiner. Das Thema seiner Disputation lautete Dissertatio Jvridica Inavgvralis De Jure Conveniendi Svbditos In Proprio Jvdicio : Occasione §. Ob wir auch wohl Tit. II. Ordin. Proc. Sax.
Als sachsen-weißenfelsischer Kammerrat wurde er zum Kommissionsrat ernannt und leistete am 13. Dezember 1730 vor der Kammer in Dresden seinen Diensteid auf August den Starken. Er wurde später als Kreisamtmann in Tennstedt eingesetzt. Als solcher übernahm er mehrere Kommissionen, so zum Beispiel gegen die Grafen zu Stolberg. Am 21. August 1737 besetzte er gegen 5 Uhr morgens gemeinsam mit dem kursächsischen Oberaufseher der Grafschaft Mansfeld und dem Geheimen Rat Heinrich von Bünau aus Eisleben mit ca. 100 bewaffneten Infanteristen Stadt und Schloss Stolberg (Harz).
Nach seinem Tod erschien 1753 in Leipzig der Katalog seiner Bücher unter dem Titel Bibliotheca Thoeldeniana Sev Catalogvs Librorvm Qvondam A Viro Illvstri Christophoro Thoelden Domino In Merxleben Et Pro Parte Gangloffsoemmern ... Collectorvm und mit seinem Brustbild in Druck.